# عروسی علی
عروسی علی (به انگلیسی: Ali's Wedding) یک فیلم کمدی رمانتیک استرالیایی ۲۰۱۷ به کارگردانی توسط جفری واکر و نویسندگی اسامه سامی است
سامی در این فیلم تلاش کرده‌است با روایت داستان محبت و دلهره عشق، نور مثبت تری به زندگی مسلمانان و استرالیا بزند.

## داستان
علی (اسامه سامی)، پسر جذاب و با استعداد موسیقی یک روحانی مسلمان (دون هانی)، تلاش می‌کند با وجود بهترین نیت‌ها ، انتخاب‌های درست زندگی را انجام دهد. او می‌خواهد با دختری به نام دایان (هلنا سویرز) باشد که او را دوست دارد، اما به دختر دیگری در مسجد پدرش قول داده شده‌است.
او می‌خواهد پزشک بزرگی باشد که جامعه از او انتظار دارد، اما او علائمی را دریافت نمی‌کند. مهمتر از همه، او می‌خواهد پدرش را سرافراز کند. برای تحقق این انتظارات غیرممکن، وی در مورد دستاوردهای دانشگاهی خود دروغ می‌گوید و…

## بازیگران
- اسامه سامی به عنوان علی آلباسری
- دان هانی به عنوان شیخ مهدی
- هلنا ساوایرز به عنوان دایان محسن
- فرانسیس دوکا به عنوان زهرا
- خالد خلفاءالله به عنوان مو گرین
- آسال شنوا زاده در نقش رامونا
- مجید شکور در نقش سید غفار
- شایان صالحیان به عنوان لوئی
- قاضی الکانیانی در نقش ابو فیصل
- رودنی عفیف به عنوان حاج کریم
- ماها ویلسون به عنوان یومنا
- ناتالی گامسو در نقش فاطمه
- رابرت رابیا در مقام محسن
- رائول رومان به عنوان ایوب
- الجین آبلا به عنوان کریس
- رایان کور به عنوان وزا

## انتشار
عروسی علی در اکتبر ۲۰۱۶ در جشنواره فیلم آدلاید و همچنین در ۸ ژوئن ۲۰۱۷ در جشنواره فیلم سیدنی به نمایش درآمد.

## بازخورد
در وب سایت تجدیدنظر راتن تومیتوز، فیلم دارای رتبه تأیید ۹۲٪، بر اساس ۲۴ بررسی، و میانگین امتیاز ۷/۱۰ است.
در متاکریتیک، فیلم براساس ۴ منتقد، میانگین امتیاز وزنی ۶۴ از ۱۰۰ را دارد، که نشانگر «بررسی‌های کلی مطلوب» است.

## جوایز
| جایزه      | دسته‌بندی                  | موضوع        | نتیجه    |
| ---------- | ------------------------- | ------------ | -------- |
| جوایز اکتا | بهترین فیلم               | شیلا جایادف  | نامزدشده |
| جوایز اکتا | بهترین فیلم               | هلن پانچورست | نامزدشده |
| جوایز اکتا | بهترین جهت                | جفری واکر    | نامزدشده |
| جوایز اکتا | بهترین فیلمنامه اصلی      | اندرو نایت   | برنده    |
| جوایز اکتا | بهترین فیلمنامه اصلی      | اسامه سامی   | برنده    |
| جوایز اکتا | بهترین بازیگر زن          | اسامه سامی   | نامزدشده |
| جوایز اکتا | بهترین بازیگر زن          | هلنا ساوایرز | نامزدشده |
| جوایز اکتا | بهترین بازیگر نقش مکمل زن | دون هانی     | نامزدشده |
| جوایز اکتا | بهترین بازیگر نقش مکمل زن | فرانسیس دوکا | نامزدشده |
| جوایز اکتا | بهترین امتیاز موسیقی اصلی | نیگل وستلاک  | نامزدشده |